# Castelo de Maisons-Laffitte

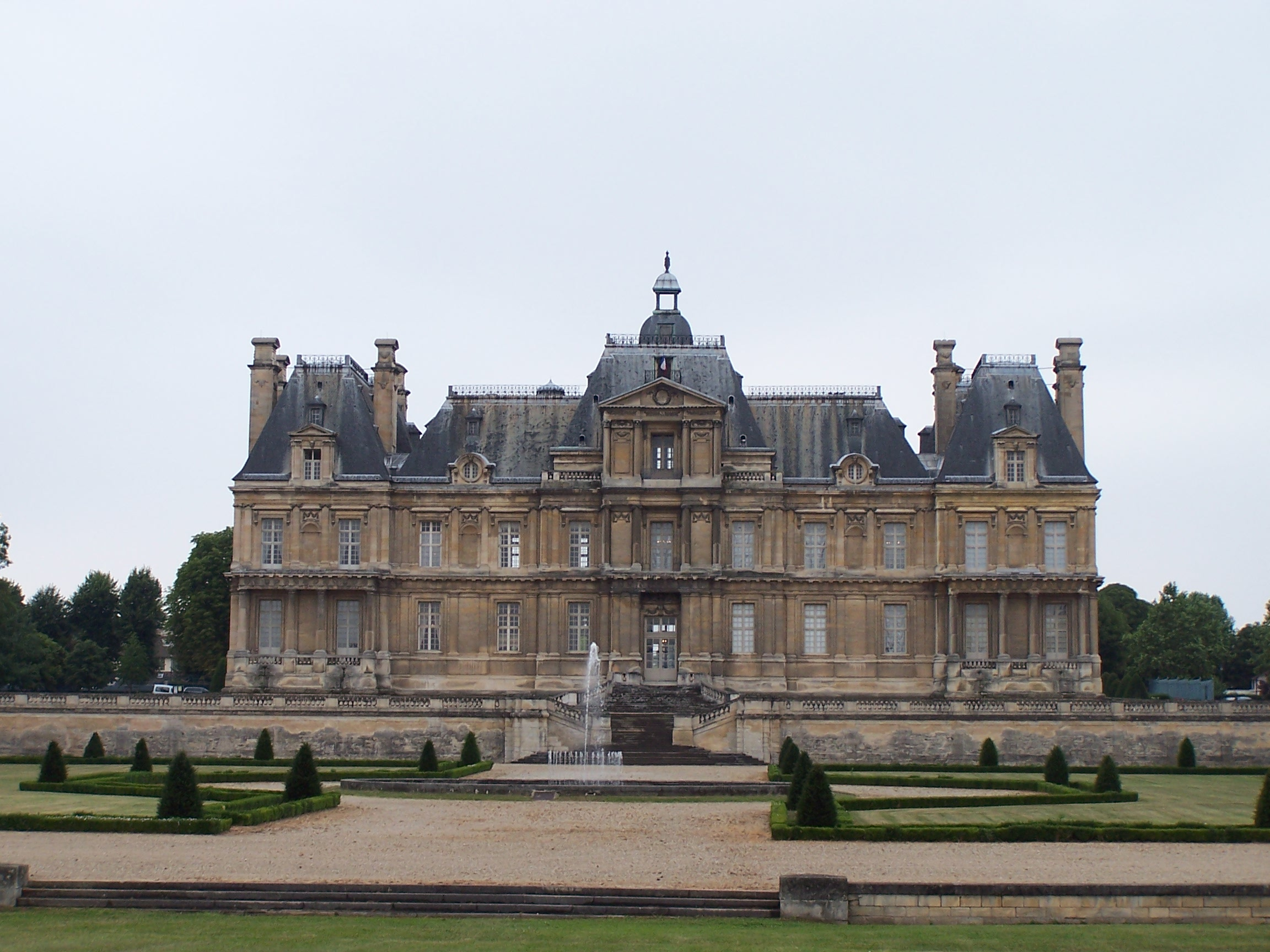
Castelo de Maisons-Laffitte, fachada virada ao jardim.

O Castelo de Maisons-Laffitte (Château de Maisons-Laffitte em francês), originalmente Château de Maisons, é um palácio barroco França, situado na comuna de Maisons-Laffitte, departamento de Yvelines. O palácio é uma obra-prima da arquitectura civil francesa do século XVII, constituíndo uma referência importante na história da arquitetura.

## História
Os Longueil, antiga família de parlamentares, possuiam parcialmente o senhorio de Maisons desde 1460, adquirindo a posse plena a partir de 1602. A partir de 1630, e durante, sem dúvida, vinte a trinta anos, René de Longueil, Marquês de Maisons (1596-1677), primeiro presidente da Cour des aides (tribunal soberano do Antigo Regime) e, mais tarde, president à mortier do Parlamento de Paris, consagrou a fortuna herdada pela sua esposa, Madeleine Boulenc de Crévecœur (falecida em 1636), à construção de um magnífico palácio. René pôde passar o Verão de 1649 no seu palácio, mas os trabalhos dos edifícios anexos prosseguiram até muito depois dessa data.
Com base nos testemunhos dos contemporâneos, a construção é atribuída ao arquitecto François Mansart. No entanto, não foi encontrado qualquer documento que corroborasse esta atribuição, sem contar com um pagamento de 26.000 libras efectuado por René de Longueil em proveito de François Mansart, em 1657, a priori depois da conclusão do palácio. Todavia, isto é afirmado por um panfleto intitulado "La Mansarade", o qual acusa o arquitecto de ter cometido um erro nos seus planos, depois de ter completado o primeiro andar, pelo que se tornou necessário derrubar tudo o que havia sido construído para recomeçar de novo.
Charles Perrault atribui igualmente a Mansart a construção do Château de Maisons-Laffitte: "O Château de Maisons, do qual Mansart fez todas as construções e as jardinagens, é de uma beleza e singularidade que não é estranho que o veja como uma das mais belas coisas que temos em França." Perrault sublinha que o arquitecto tinha o hábito de fazer e refazer várias vezes certas partes das suas construções, em busca da perfeição. Isto poderia explicar a duração anormalmente longa da construção, cobrindo várias décadas.
Depois da morte de René de Longueil, ocorrida em 1677, o palácio permaneceu na sua descendência até 1732. Depois passou por sucessão à Marquesa de Belleforière e, de seguida, ao Marquês de Soyécourt. Em 1777 tornou-se propriedade do Conde de Artois, irmão de Luís XVI e futuro Rei sob o nome de Carlos X, o qual encarregou o seu arquitecto, François-Joseph Bélanger, de fazer importantes transformações interiores. Estes trabalhos foram interrompidos em 1782 devido à falta dinheiro. O palácio deixou de ser conservado e degradou-se.
Confiscado como bem nacional sob a Revolução, foi vendido em 1798 a um fornecedor dos exércitos, M. Lauchère, depois, em 1804, ao marechal Lannes e, por fim, em 1818, ao banqueiro parisiense Jacques Laffitte. Este procedeu, a partir de 1834, à urbanização do parque sob a forma de um loteamento e destruiu as magníficas cavalariças para fornecer os compradores de materiais de construção. Em 1844, o próprio palácio passou para a posse da sua filha, a princesa de la Moskowa, que o vendeu, em 1850, a Charles Xavier Thomas de Colmar, inventor da primeira máquina de calcular industrial: o aritmómetro Thomas.
Em 1877, os herdeiros de Thomas de Colmar venderam o palácio ao pintor Tilman Grommé, o qual loteou o pequeno parque e demoliu o portal de entrada do adro que, severamente reduzido, é fechado por um gradeamento em ferro forjado proveniente de um castelo de Mailly, na Picardia.
En 1905, o Estado resgatou o palácio para salvá-lo da demolição. Foi classificado como Monumento Histórico em 1914.

## Arquitectura

### Exteriores
O Château de Maisons-Laffitte foi construído entre o Sena e a floresta de Saint-Germain-en-Laye, com uma fachada sobre o jardim orientada a sudeste. Originalmente, comportava um jardim, um pequeno parque de 33 hectares e um grande parque de 300 hectares. O acesso é feito por duas avenidas que se cruzam em T frente ao portal do adro (avenida Eglé e avenida Albine): o eixo principal conduzia à floresta, o eixo transversal ao Sena, que se transpõe por um barco em direcção a Paris, atravessando a aldeia situada a sudoeste do palácio. Três portais (além do portal do adro) foram dispostos nas extremidades das avenidas, compreendendo cada um deles duas portas enquadrando um valado, dispositivo chamado de "ahah", muito característico da arquitectura de François Mansart.
De um lado e do outro do adro, Mansart construíu as cavalariças, obra-prima da arquitectura que, infelizmente, só conhecemos pelos registos, e uma falsa fachada, ou "raposa", destinada a criar um efeito de simetria. As desaparecidas cavalariças monumentais anunciaram as obras que seriam feitas no Château de Versailles e no Château de Chantilly. Deste magnífico conjunto resta apenas uma gruta, que servia, sem dúvida, de bebedouro dos cavalos.
O próprio palácio foi construído sobre uma plataforma rectangular orlada por um fosso seco. O pátio de honra é delimitado por terraços que criam uma virtualidade de château tradicional de planta fechada. O bloco central estende-se simetricamente em curtas alas, compostas por várias secções, cada uma com o seu cume, com telhados nivelados e providas de altas chaminés, e ainda por corpos avançados marcados por ressaltos da fachada, segundo uma disposição que lembra as obras de Pierre Lescot e de Philibert Delorme no século anterior. Nesta época retoma-se, igualmente, a disposição da divisão simples em profundidade, tendo o palácio três andares empilhados: uma cave que suporta um piso térreo e um primeiro andar nobre, com três pisos no ático.

### Interiores
Entra-se no palácio por um grande vestíbulo central que, primitivamente, estava fechado apenas por grades. Essas grades, obra excepcional de ferraria, encontram-se actualmente no Museu do Louvre e ilustram a utilização extensiva da arte das ferragens em Maisons. O casamento da pedra e da escultura dão um sentimento de grandiosidade e nobreza que fazem do palácio um dos fragmentos arquitectónicos mais característicos do século XVII francês em geral, e da arte de François Mansart em particular.

#### Piso térreo
O vestíbulo central distribui dois apartamentos. O apartamento da esquerda, chamado de "Apartamento dos Cativos" (Appartement des Captifs), era sem dúvida o de René de Longueuil e conservou a sua decoração original. A chaminé da divisão de ângulo, antigo quarto de parada, representa Luís XIII rodeado de prisioneiros (escultura de Gilles Guérin), o que deu nome ao apartamento. 
O apartamento da direita, chamado de "Apartamento da Fama" (Appartement de la Renommée), foi inteiramente refeito, por Bélanger, para o Conde de Artois no estilo neoclássico. A intervenção de Bélanger em Maisons foi relativamente discreta e notavelmente respeitosa ao estilo geral do edifício.

#### Primeiro andar
No primeiro andar, o apartamento da direita, chamado de "Apartamento das Águias" (Appartement des Aigles), devido à decoração realizada no tempo do marechal Lannes, não tem grande interesse.
Pelo contrário, o apartamento da esquerda é digno de nota. Este apartamento é chamado de "Apartamento do Rei" (Appartement du Roi) ou "Apartamento à Italiana" (Appartement à l'Italienne) porque todas as salas são "à italiana", ou seja, cobertas de falsas abóbadas. Compreende uma vasta sala de festas, também chamada de sala dos guardas, com uma tribuna para os músicos. Esta sala abre-se sobre um salão chamado de "Salão de Hércules" (Salon d'Hercule), em referência ao quadro de "Hércules derrubando a Hidra" (Hercule terrassant l'hydre) de Guido Reni que antigamente ornava a chaminé monumental, decorada com esculturas de Gilles Guérin. 
No pavilhão de este, uma sala coberta por uma cúpula ornada com palavras, anuncia o grande salão do Château de Vaux-le-Vicomte. Um pequeno gabinete oval, chamado de "Gabinete dos Espelhos" (Cabinet des Miroirs), comporta uma decoração de grande refinamento, tendo conservado, notavelmente, um precioso pavimento de tacos com incrustações de estanho e osso.

## Influências
- O castelo de Franconville, em Saint-Martin-du-Tertre, Val-d'Oise, construído por Gabriel-Hippolyte Destailleur para o Duque de Massa em 1876, foi fortemente inspirado no Château de Maisons-Laffitte.

- Um "clone" do Château de Maisons-Laffitte foi construído a trinta quilómetros de Pequim (China), num domínio de 300 hectares, para o milionário chinês Zhang Yuchen. É utilizado como hôtel e centro de seminários sob o nome de Zhang-Laffitte. O proprietário reservou, no entanto, várias salas para o seu uso pessoal. A construção do edifício necessitou de um orçamento de 40 milhões de euros e da intervenção de mil operários durante três anos de trabalhos. Foi inaugurado em 2004. A cadeia de televisão France 3 consagrou-lhe uma reportagem no dia 29 de Novembro de 2006.

- A estação ferroviária terminal da Plaza de la Constitución, em Buenos Aires, Argentina, inaugurada no dia 1 de Janeiro de 1887 e reconstruída em 1900, também é um exemplo da influência do Château de Maisons-Laffitte.

## Personalidades ligadas ao palácio
- René de Longueil;
- Carlos X;
- Jean Lannes, conhecido como Marechal Lannes;
- Jacques Laffitte, banqueiro e político francês, primeiro-ministro entre 1830 e 1831;
- Charles Xavier Thomas de Colmar, inventor da primeira máquina de calcular industrial.